# Gilbert Debons
Pour les articles homonymes, voir Debons.
Gilbert Debons, né le 14 février 1938 à Savièse (originaire du même lieu), est une personnalité politique suisse, membre du Parti démocrate-chrétien. Il est député du canton du Valais au Conseil national de 1998 à 1999.

## Biographie
Gilbert Debons naît le 14 février 1938 à Savièse, dans le canton du Valais. Il est originaire de la même commune. Il est le fils d'Albert Debons, vigneron, scieur et conseiller communal à Savièse, et de Berthe Luyet. Il obtient une licence en sciences commerciales à l'Université de Genève en 1961. À l'issue de ses études, il travaille à l'Inspectorat cantonal des finances pendant une année, puis est directeur d'une entreprise active dans le domaine de l'électronique,. En 1966, il est président de la Jeune Chambre économique valaisanne.
Il est président du comité de candidature de Sion-Valais pour les Jeux olympiques d'hiver de 2002, qui sont finalement attribués à Salt Lake City. Il est ensuite président du comité d'initiative au début des préparatifs de la candidature de Sion pour les Jeux olympiques d'hivers de 2006. Après l'acceptation de la candidature par les citoyens valaisans en juin 1997, ce comité d'initiative cède sa place à un comité de candidature que Gilbert Debons refuse de présider,. Il est par ailleurs capitaine à l'armée.
Il est marié et père de quatre enfants.

## Parcours politique
Membre du Parti démocrate-chrétien (PDC), Gilbert Debons siège au Conseil général de Sion de 1968 à 1976. Il y est notamment chef du groupe démocrate-chrétien. En 1969, il devient également président de la section locale de la jeunesse du parti. Il siège ensuite au Conseil municipal de 1976 à 1996. Il est vice-président de la commune de 1981 à 1984 et président de 1985 à 1996,. En 1996, il ne se représente pas pour un nouveau mandat.
Lors des élections fédérales de 1995, il se présente au Conseil national sur la liste du Parti démocrate-chrétien du Valais romand et obtient le meilleur résultat des candidats non élus, derrière les élus Simon Epiney et Jean-Jérôme Filliez. Il entre au Conseil national en cours de législature, à la suite de la démission de Jean-Jérôme Filliez. Il y siège de septembre 1998 à décembre 1999. Lors des élections fédérales de 1999, il n'est pas réélu.